# Kąkolewnica (gmina)
Kąkolewnica (1973–2010 gmina Kąkolewnica Wschodnia) – gmina wiejska w województwie lubelskim, w powiecie radzyńskim. W latach 1975–1998 gmina położona była w województwie bialskopodlaskim.
Siedziba gminy to Kąkolewnica (do 2010 Kąkolewnica Wschodnia).
Według danych z 30 czerwca 2004 gminę zamieszkiwało 8529 osób, a 20 lat później było tylko 7 512 mieszkańców, w tym 3 760 mężczyzn oraz 3 752 kobiety.

## Struktura powierzchni
Według danych z roku 2002 gmina Kąkolewnica ma obszar 147,71 km², w tym:
- użytki rolne: 70%
- użytki leśne: 24%

Gmina stanowi 15,3% powierzchni powiatu.

## Demografia

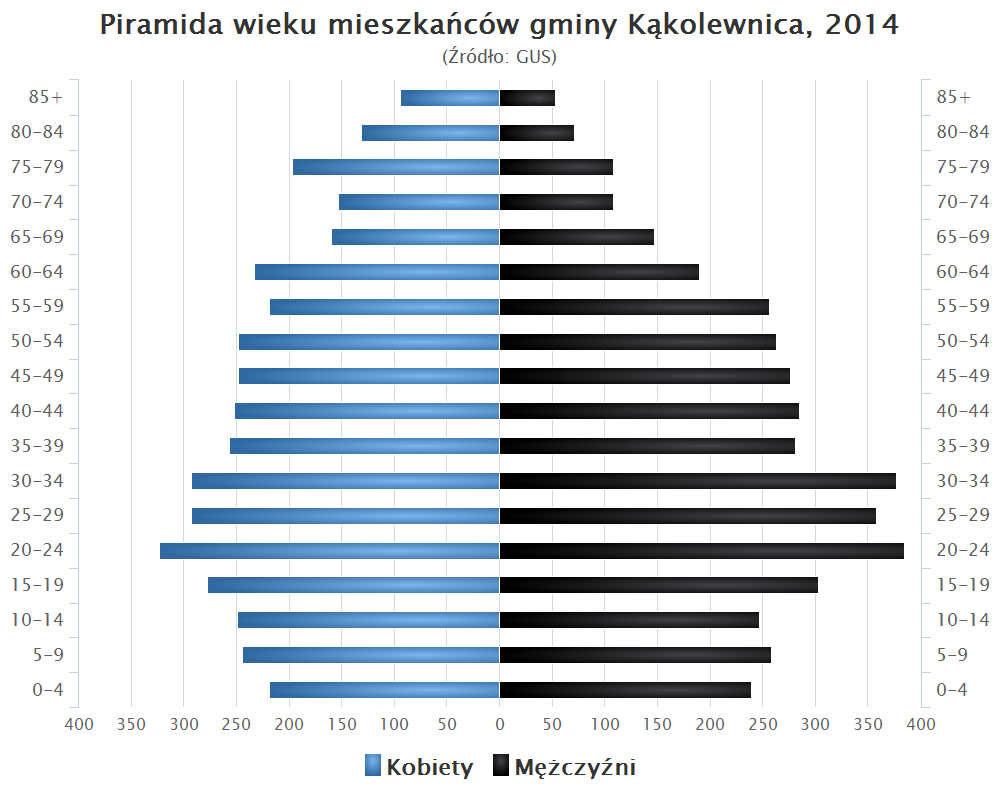
Piramida wieku mieszkańców gminy Kąkolewnica w 2014 roku

Dane z 30 czerwca 2004:
| Opis                              | Ogółem | Ogółem | Kobiety | Kobiety | Mężczyźni | Mężczyźni |
| --------------------------------- | ------ | ------ | ------- | ------- | --------- | --------- |
| jednostka                         | osób   | %      | osób    | %       | osób      | %         |
| populacja                         | 8529   | 100    | 4207    | 49,3    | 4322      | 50,7      |
| gęstość zaludnienia (mieszk./km²) | 57,7   | 57,7   | 28,5    | 28,5    | 29,3      | 29,3      |

## Sołectwa
Brzozowica Duża, Brzozowica Mała, Grabowiec, Jurki, Kąkolewnica Południowa, Kąkolewnica Północna, Kąkolewnica Wschodnia, Lipniaki, Miłolas, Mościska, Olszewnica, Polskowola, Rudnik, Sokule, Turów, Wygnanka, Zosinowo, Żakowola Poprzeczna, Żakowola Radzyńska, Żakowola Stara.

## Sąsiednie gminy
Drelów, Łuków, Międzyrzec Podlaski, Radzyń Podlaski, Trzebieszów, Ulan-Majorat